# 한국어 로마자 표기법
한국어 로마자 표기법은 한국어를 로마자로 표기하는 방법이다. 한글이 국제적으로 통용되는 문자가 아니기 때문에 때로는 한국어를 로마자로 표기해야 할 필요성이 있다. 한국어 로마자 표기법은 1832년 독일인 지볼트(Siebold, P.F.), 1895년 미국인 호머 헐버트를 비롯하여 서양의 동양학자나 선교사·외교관들이 만든 방안들이 있고, 정인섭, 최현배, 박창해 등의 국내 학자들이 만든 방안도 여럿이 있다. 또한 1940년 조선어학회의 안과 1948, 1959, 1984년에 나온 문교부의 방안 등이 있다. 이들 여러 방법 중에 가장 널리 알려지고, 또 흔히 쓰이는 것은 매큔·라이샤워 체계(The McCune-Reischauer System for the Romanization of Korean)와 마틴(Martin)이 제안한 예일 체계(The Yale System), 2014년에 나온 문화체육관광부안이다.
한국어 로마자 표기법이 통일되지 않고 다소 무질서하게 사용되어 왔던 것은 한국어의 특성상 로마자로 표기하는 데 있어서 여러 문제점이 있었는데, 그 해결 방안이 각기 만족스럽지 않았기 때문이다. 한국에서는 2000년에 인터넷 시대에 맞지 않는 반달표와 어깨점을 없애고 한국어 화자와 비한국어 화자 모두에게 편리한 방향으로 개정한 문화관광부안이 고시되었는데, 이것을 일부 개정하여 2014년에 문화체육관광부가 「국어의 로마자 표기법」을 고시하여 현재까지 시행되고 있다.

## 표기법의 필요성
한글이 국제적으로 통용되는 문자가 아니기 때문에 때로는 한국어를 로마자로 표기해야 할 필요성이 있다. 한글 표기를 읽을 수 없는 비한국어 화자나 그들을 대상으로 한국어를 알려야 하는 경우, 한국어를 로마자로 표기해 의사소통하는 것이 필요하다. 특히 지명, 인명, 상호명 등과 같은 고유 명사를 로마자로 표기할 때 로마자 표기 규정에 따르면, 표기가 통일되어 의사소통이 원활해지고, 정보 검색 등이 편리해진다.

## 주요 표기
다음 체계가 널리 사용된다.
- 국어의 로마자 표기법: 대한민국 표준 문화체육관광부 고시 제2014-0042호[4]
- 매큔-라이샤워 표기법: 조선민주주의인민공화국의 사실상 표준, 대한민국의 옛 표준
- 예일 로마자 표기법: 언어학적 연구에서의 일반 표기법
- 조선어의 라틴문자 표기법: 조선민주주의인민공화국 표준
- 두벌식-QWERTY (예: 위키백과 → dnlzlqorrhk): 넓게 보자면 이 또한 한국어 로마자 표기법의 한 종류로 볼 수 있다. 실제로 온라인에서 아이디나 비밀번호를 만들 때 자주 쓰인다.

| 한글                 | 널리   | 인간을    | 이롭게  | 하라 |
| 국어의 로마자 표기법 | neolli | inganeul  | iropge  | hara |
| 매큔-라이샤워 표기법 | nŏlli  | in'ganŭl  | iropke  | hara |
| 예일 표기법          | nelli  | inkanul   | ilopkey | hala |
| 두벌식-QWERTY        | sjffl  | dlsrksdmf | dlfhqrp | gkfk |

## 역사
- 1895년 호머 헐버트가 발표[6]
- 1937년 McCune-Reischauer romanization: 이전까지 사실상 표준 표기법, 1984년~2000년 7월 6일까지 공식 표기법
- 1942년 예일표기법(Yale romanization of Korean)
- 1948년 한글을 로마자로 적는 법: 1948년~1958년까지 공식 표기법
- 1959년 문교부 한글 로마자 표기법: 1959년~1983년까지 공식 표기법
- 2000년 국어의 로마자 표기법: 2000년 7월 7일부터 공식 표기법[7]
- 2014년 국어의 로마자 표기법: 문화체육관광부 고시 제2014-0042호[4]

## 같이 보기
- 국어의 가나 문자 표기법 - 한국어의 가타카나 표기법
- 콘체비치 체계 - 한국어의 키릴 문자 표기법
- 국립국어원
- 맞춤법
- 한글 맞춤법
  - 띄어쓰기
  - 문장부호
- 표준어
- 대한민국 표준어
- 표준어 규정
  - 표준어 사정 원칙
  - 표준 발음법
- 외래어 표기법
- 로마자 표기법